# Until the End of Time
Until the End of Time – czwarty pośmiertny album Tupaca Shakura. Album zawiera kolekcję niewydanego wcześniej materiału i zremiksowanych znanych utworów rapera. Była to kolejna płyta, która powstała bez udziału Paca. Until the End of Time cieszył się dużym zainteresowaniem już przed premierą dlatego też był najlepiej sprzedającym się albumem hiphopowym w 2001 roku. W USA płytę zatwierdzono jako poczwórnie platynową.

## Lista utworów
| Dysk #1 1. „Ballad of a Dead Soulja” 2. „Fuck Friendz” 3. „Lil' Homies” 4. „Let Em Have It” 5. „Good Life” 6. „Letter 2 My Unborn” 7. „Breathin” 8. „Happy Home” 9. „All Out” 10. „Fuckin’ Wit the Wrong Nigga” 11. „Thug n U Thug n Me (Remix)” 12. „Everything They Owe” 13. „Until the End of Time” 14. „M.O.B.” 15. „World Wide Mob Figgaz” |  | Dysk #2 1. „Big Syke Interlude” 2. „My Closest Roaddogz” 3. „Niggaz Nature (Remix)” (gościnnie Lil’ Mo) 4. „When Thugz Cry” 5. „U Don’t Have 2 Worry” 6. „This Ain’t Livin” 7. „Why U Turn on Me” 8. „Lastonesleft” 9. „Thug n U Thug n Me” 10. „Words 2 My First Born” 11. „Let ’Em Have It” 12. „Runnin’ On E” 13. „When I Get Free” 14. „Until the End of Time (RP Remix)” |

## Certyfikaty i sprzedaż
| Kraj                     | Certyfikat         | Sprzedaż   |
| ------------------------ | ------------------ | ---------- |
| Kanada (MC)              | 2x platynowa płyta | 200 000+   |
| Stany Zjednoczone (RIAA) | 4x platynowa płyta | 4 000 000+ |
| Wielka Brytania (BPI)    | złota płyta        | 100 000+   |